# نيكي هايدن
نيكي هايدن (بالإنجليزية: Nicky Hayden)‏ (مواليد 30 يوليو 1981 في أوينسبورو - 22 مايو 2017)، هو متسابق دراجات نارية أمريكي فاز ببطولة العالم للموتو جي بي سنة 2006. نافس في سباقات بطولة العالم للسوبربايك.

## وفاته
توفّي نيكي هايدن متأثّرًا بالإصابات الخطيرة التي تعرّض لها نتيجة حادث سير في إيطاليا. حيثُ اصطدمت سيارة بنيكي هايدن أثناء قيادته لدرّاجة هوائيّة مع أصدقائه في ريميني، وتمّ نقله بسرعة إلى المستشفى المحلّي وكان يعاني من إصابات حادة في الرأس والصدر. وتمّ نقله بعد ذلك إلى قسم العناية المركّزة في مستشفى بوفاليني في مدينة تشيزينا، حيث أكّد الأطبّاء أنّه يعاني من إصابة بليغة في الرأس. ولم تكن حالة درّاج بطولة العالم للسوبر بايك مستقرّة بما يكفي لإجراء العمليّة الجراحيّة من أجل تخفيف الضغط على جمجمته.

## البطولات
- بطولة العالم للموتو جي بي 2006

## روابط خارجية
- نيكي هايدن على موقع MotoGP.com (الإنجليزية)
- نيكي هايدن على موقع WorldSBK.com (الإنجليزية)
- نيكي هايدن على موقع AS.com (الإسبانية)